# Richard Peralta
Richard Amed Peralta Robledo (ur. 20 września 1993 w mieście Panama) – panamski piłkarz występujący na pozycji środkowego lub lewego obrońcy, reprezentant Panamy, od 2024 roku zawodnik wenezuelskiego Deportivo La Guaira.

## Kariera klubowa
Peralta jest wychowankiem klubu Alianza FC ze stołecznego miasta Panama. Do pierwszej drużyny został włączony w wieku siedemnastu lat przez szkoleniowca Carlosa Péreza i w Liga Panameña zadebiutował 4 lutego 2011 w przegranym 0:1 spotkaniu z Plaza Amador. Już kilka miesięcy później wywalczył sobie pewne miejsce w wyjściowym składzie i premierowego gola w najwyższej klasie rozgrywkowej strzelił 15 września 2012 w zremisowanej 2:2 konfrontacji z Atlético Chiriquí. Szybko został jednym z wyróżniających się graczy w lidze panamskiej – dał się poznać jako szybki, dobrze bijący rzuty wolne zawodnik, mogący występować zarówno na lewej obronie, jak i w roli stopera. W styczniu 2015 przebywał na testach w ekipie ówczesnego mistrza Hondurasu – CD Motagua, lecz nie otrzymał ostatecznie propozycji kontraktu.
W styczniu 2017 Peralta został wypożyczony do krajowego potentata – stołecznego Tauro FC. Tam w wiosennym sezonie Clausura 2017 jako podstawowy zawodnik zdobył mistrzostwo Panamy, a ogółem w barwach tego klubu spędził rok.

## Kariera reprezentacyjna
W lutym 2013 Peralta został powołany przez Javiera Wanchope'a do reprezentacji Panamy U-20 na Mistrzostwa Ameryki Północnej U-20 (uprzednio występował w eliminacjach wstępnych, będąc kapitanem drużyny). Na meksykańskich boiskach nie zanotował jednak żadnego występu, zaś jego kadra odpadła z turnieju w ćwierćfinale, przegrywając z Salwadorem (1:3) i nie zakwalifikowała się na rozgrywane cztery miesiące później Mistrzostwa Świata U-20 w Turcji. W marcu tego samego roku znalazł się w składzie na Igrzyska Ameryki Środkowej w San José; tam wystąpił z kolei w jednym z dwóch możliwych meczów (w wyjściowym składzie). Podopieczni Juana Carlosa Cubilli odpadli natomiast z męskiego turnieju piłkarskiego w fazie grupowej.
W lipcu 2015 Peralta znalazł się w ogłoszonym przez Leonardo Pipino składzie olimpijskiej reprezentacji Panamy U-23 na Igrzyska Panamerykańskie w Winnipeg. Rozegrał wówczas jedno z pięciu możliwych spotkań (w pierwszym składzie), a Panamczycy odpadli z rozgrywek w półfinale, przegrywając z Meksykiem (1:2) i zajęli czwarte miejsce na turnieju piłkarskim. Dwa miesiące po turnieju ogłoszono, że podczas kontroli antydopingowej przeprowadzonej po jednym z meczów igrzysk w organizmie Peralty wykryto niedozwoloną substancję (clostebol) – w konsekwencji zawodnik został zdyskwalifikowany na pół roku.
W seniorskiej reprezentacji Panamy Peralta zadebiutował za kadencji selekcjonera Hernána Darío Gómeza, 6 sierpnia 2014 w przegranym 0:3 meczu towarzyskim z Peru. Miesiąc później został powołany na turniej Copa Centroamericana, podczas którego ani razu nie pojawił się na boisku, zaś Panamczycy zajęli trzecie miejsce w rozgrywkach.